# Arthur Birkett
Pour les articles homonymes, voir Birkett.
Arthur Ernest Barrington Birkett, né le 25 octobre 1875 à Exeter et mort le 1er avril 1941 à Hammersmith, est un joueur britannique de cricket. 

## Biographie
Arthur Birkett, fils de William Harry Birkett, étudie à la Blundell’s School où il évolue dans l'équipe de cricket. Joueur du Castle Cary club, il participe à l'unique match de cricket aux Jeux olympiques en 1900 à Paris. La Grande-Bretagne bat la France par 158 courses  et remporte donc la médaille d'or.